# Gustaf Fogelqvist
Johan Gustaf Adolf Fogelqvist,  född 6 juni 1881 i Essunga Skaraborgs län,  död 14 april 1946 i Halmstad, var en svensk folkskollärare och karikatyrtecknare.
Han var son till hemmansägaren Peter Gustaf Herman Fogelqvist och Ida Josefina Johansson och från 1908 gift med Linnéa Pehrson. Vid sidan av sitt arbete som folkskollärare var han verksam som karikatyrtecknare i Hallandsposten. Han medverkade i Hallandspostens konstutställning 1919.